# Locodeni
Locodeni (węg. Lókod) – wieś w Rumunii, w okręgu Harghita, w gminie Mărtiniș. W 2011 roku liczyła 91 mieszkańców.